# Gnophos pulverulenta
Gnophos pulverulenta là một loài bướm đêm trong họ Geometridae.